# اچ‌ام‌اس فرت (۱۸۹۳)
اچ‌ام‌اس فرت (۱۸۹۳) (به انگلیسی: HMS Ferret (1893)) یک کشتی بود که طول آن ۱۹۹ فوت (۶۰٫۷ متر) بود. این کشتی در سال ۱۸۹۳ ساخته شد.